# Grazioli (famiglia)
I Grazioli poi Grazioli Lante della Rovere sono una famiglia nobile romana originaria della Valtellina.

## Storia
La famiglia Grazioli di Roma trae le proprie origini dalla Valtellina, nell'area di Cadelsasso, frazione di Civo, non lontano da Morbegno. Da qui nel 1779, Lorenzo e i due figli Giovanni e Vincenzo partirono alla volta di Roma come mercanti di granaglie. Mentre nel 1793 il padre decise di rientrare in Valtellina, il figlio Vincenzo rimase a Roma, rilevando con successo l'attività del genitore e sposando Maria Maddalena Miller, figlia di panettieri tedeschi insediatisi nel rione Trevi dove si trasferisce a lavorare. Questi assieme al fratello Giovanni acquista una serie di mulini lungo il corso del Tevere e li affitta poi ricavandone ulteriori entrate per la famiglia, successivamente Giovanni si separa dalla famiglia per via di litigi col fratello e si trasferisce nell’attuale provincia di Piacenza in Emilia-Romagna. 
Nel 1802, dopo la morte della moglie, riesce a concludere un fruttuoso contratto di fornitura di paglia e foraggio per gli animali dei soldati di Napoleone. Questo passo porterà al Grazioli notevoli ricchezze e soprattutto lo porrà per la prima volta in contatto con gli ambienti del Vaticano. Nel 1806 si risposa con Anna Londei, di una agiata famiglia di Ancona specializzata nel commercio di stoffe e che è stata la fondatrice di una banca a Roma in cui presto entra anche Vincenzo. Nel 1823 nascerà il primogenito della coppia, Pio ed in quello stesso anno Vincenzo acquistò la tenuta di Castelporziano (che nel 1872 suo figlio rivenderà poi ai Savoia).
Nel 1831 ottiene l'appalto per la vendita della neve e del ghiaccio a Roma e in periferia, oltre all'appalto per la fornitura di foraggio e paglia per i cavalli dell'esercito pontificio. 
Nel gennaio del 1835 papa Gregorio XVI lo nomina barone e nel 1851 re Ferdinando II delle Due Sicilie gli concede il titolo di duca, riconosciuto l'anno successivo da Pio IX anche per i territori dello Stato della Chiesa. Acquisterà in seguito palazzo Gottifredi che diventerà poi la residenza ufficiale della sua famiglia prendendo il nome di Palazzo Grazioli.
Pio Grazioli (1823 – 1884), erediterà alla morte del padre il suo enorme patrimonio che proseguirà con un matrimonio d'eccezione, quello con la duchessa Caterina Lante Montefeltro della Rovere, imparentata per parte di madre coi Colonna. Otterrà il permesso assumere dalla moglie il cognome di Grazioli Lante Della Rovere. Pio farà costruire a sue spese la chiesa di San Giovanni della Malva a Trastevere. Oltre a Riccardo che morirà in giovane età, tra i suoi figli figurano Giulio, sposò la marchesa Maria Laveggi e proseguirà la casata.
Giulio fu padre di Riccardo (1887 – 1911), il quale nel 1904 a soli 17 anni entrò nell'Accademia Navale di Livorno per intraprendere la vita militare in marina. Ne uscì nel 1907 diplomato a pieni voti, come aspirante guardiamarina e venne destinato alla nave Regina Margherita, passando poi nell'aprile del 1908 alla torpediniera Vesuvio con cui giungerà in Cina. Qui avrà modo di studiare l'inglese, il francese, il tedesco, il cinese e il russo, visitando anche la Manciuria. Promosso tenente di vascello, verrà richiamato in patria nel 1911 per poi essere destinato a prendere parte alle prime azioni militari nella guerra italo-turca per l'occupazione della Tripolitania, in Libia. Avrà modo di distinguersi nella battaglia di Homs dove troverà la morte e otterrà una medaglia d'oro al valor militare postuma.

## Albero genealogico

### Grazioli
|                                                                                 |                                                                                 |                                                |                                                |
|                                                                                 | Lorenzo *? †? ⚭ Maddalena Lombardini                                            |                                                |                                                |
|                                                                                 |                                                                                 |                                                |                                                |
|                                                                                 |                                                                                 |                                                |                                                |
| Vincenzo I duca di Santa Croce di Magliano *1770 †1857 ⚭ Maria Maddalena Miller | Vincenzo I duca di Santa Croce di Magliano *1770 †1857 ⚭ Maria Maddalena Miller | Giovanni *1767 †? Vari eredi in Emilia-Romagna | Giovanni *1767 †? Vari eredi in Emilia-Romagna |
|                                                                                 |                                                                                 |                                                |                                                |
|                                                                                 |                                                                                 |                                                |                                                |
| Pio                                                                             |                                                                                 |                                                |                                                |
|                                                                                 |                                                                                 |                                                |                                                |
|                                                                                 |                                                                                 |                                                |                                                |
| · Grazioli Lante Della Rovere                                                   |                                                                                 |                                                |                                                |

### Grazioli Lante Della Rovere
|                                                       |                                                       |                                                                                  |                                                                                  |                                                                                               | |                                         |                                         |                                               |                                               |                                     |
|                                                       |                                                       |                                                                                  |                                                                                  |                                                                                               | · Grazioli                                                                                               |                                         |                                         |                                               |                                               |                                     |
|                                                       |                                                       |                                                                                  |                                                                                  |                                                                                               | |                                         |                                         |                                               |                                               |                                     |
|                                                       |                                                       |                                                                                  |                                                                                  |                                                                                               | |                                         |                                         |                                               |                                               |                                     |
|                                                       |                                                       |                                                                                  |                                                                                  |                                                                                               | Pio II duca di Santa Croce di Magliano *1823 †1884 ⚭ Caterina Lante Montefeltro Della Rovere *1828 †1897 |                                         |                                         |                                               |                                               |                                     |
|                                                       |                                                       |                                                                                  |                                                                                  |                                                                                               | |                                         |                                         |                                               |                                               |                                     |
|                                                       |                                                       |                                                                                  |                                                                                  |                                                                                               | |                                         |                                         |                                               |                                               |                                     |
|                                                       |                                                       | Riccardo *? †1860                                                                | Riccardo *? †1860                                                                | Mario III duca di Santa Croce di Magliano *1848 †1936 ⚭ Nicoletta Giustiniani Bandini         | Mario III duca di Santa Croce di Magliano *1848 †1936 ⚭ Nicoletta Giustiniani Bandini                    |                                         | Giulio *1849 †1933 ⚭ Maria Laveggi      | Giulio *1849 †1933 ⚭ Maria Laveggi            | Maria *1853 †1938 ⚭ Felice Borghese           | Maria *1853 †1938 ⚭ Felice Borghese |
|                                                       |                                                       |                                                                                  |                                                                                  |                                                                                               | |                                         |                                         |                                               |                                               |                                     |
|                                                       |                                                       |                                                                                  |                                                                                  |                                                                                               | |                                         |                                         |                                               |                                               |                                     |
|                                                       |                                                       |                                                                                  |                                                                                  | Pio IV duca di Santa Croce di Magliano *1886 †1954 ⚭ 1 Rufina Lancellotti ⚭ 2 Cleofe Conversi | Pio IV duca di Santa Croce di Magliano *1886 †1954 ⚭ 1 Rufina Lancellotti ⚭ 2 Cleofe Conversi            | Riccardo *1887 †1911                    | Riccardo *1887 †1911                    | Marcella *1892 †1968 ⚭ Carlo Ceriana-Mayneri  | Marcella *1892 †1968 ⚭ Carlo Ceriana-Mayneri  |                                     |
|                                                       |                                                       |                                                                                  |                                                                                  |                                                                                               | |                                         |                                         |                                               |                                               |                                     |
|                                                       |                                                       |                                                                                  |                                                                                  |                                                                                               | |                                         |                                         |                                               |                                               |                                     |
| 1 Mario V duca di Santa Croce di Magliano *1908 †1973 | 1 Mario V duca di Santa Croce di Magliano *1908 †1973 | 1 Massimiliano VI duca di Santa Croce di Magliano *1911 †1978 ⚭ Isabella Perrone | 1 Massimiliano VI duca di Santa Croce di Magliano *1911 †1978 ⚭ Isabella Perrone | 1 Caterina *1913 †? ⚭ Gabriele Emo Capodilista                                                | 1 Caterina *1913 †? ⚭ Gabriele Emo Capodilista                                                           | 1 Anna *1916 †1987 ⚭ Francesco Caravita | 1 Anna *1916 †1987 ⚭ Francesco Caravita | 1 Riccardo *? †? ⚭ Clara Randaccio del Timavo | 1 Riccardo *? †? ⚭ Clara Randaccio del Timavo |                                     |
|                                                       |                                                       |                                                                                  |                                                                                  |                                                                                               | |                                         |                                         |                                               |                                               |                                     |
|                                                       |                                                       |                                                                                  |                                                                                  |                                                                                               | |                                         |                                         |                                               |                                               |                                     |
|                                                       |                                                       | Giulio VII duca di Santa Croce di Magliano *1943 †? ⚭ Assia Wolodimeroff         |                                                                                  |                                                                                               | |                                         |                                         |                                               |                                               |                                     |
|                                                       |                                                       |                                                                                  |                                                                                  |                                                                                               | |                                         |                                         |                                               |                                               |                                     |
|                                                       |                                                       |                                                                                  |                                                                                  |                                                                                               | |                                         |                                         |                                               |                                               |                                     |
|                                                       |                                                       | Anastasia *1986                                                                  |                                                                                  |                                                                                               | |                                         |                                         |                                               |                                               |                                     |